# 이토 히로키 (1999년)
이토 히로키(일본어: 伊藤 洋輝, 1999년 5월 12일 ~ )는 일본의 축구 선수로, 현재 독일 분데스리가의 클럽 바이에른 뮌헨에서 뛰고 있다. 포지션은 센터백, 레프트 백이다.

## 구단 경력
그는 2018년 J1리그의 주빌로 이와타에 입단했다. 2019년 나고야 그램퍼스로 임대 이적했다. 2020년 J2리그의 주빌로 이와타로 복귀했다. 2021년까지 주빌로 이와타에서 58경기에 출전하여, 4득점을 넣었다. 2021년 VfB 슈투트가르트로 이적했다. 2024년까지 85경기에 출전하여, 2득점을 넣었다. 2024년 FC 바이에른 뮌헨로 이적하였고 팀의 우승도 이끌었다

## 국가대표팀 경력
그는 2018년 AFC U-23 축구 선수권 대회, 2019년 FIFA U-20 월드컵에 출전했다.
2022년 6월 2일 파라과이과의 경기에서 일본 국가대표팀에 데뷔했다. 2022년 FIFA 월드컵 국가대표팀에 발탁되었으며 1경기에 출전했다. 2023년 AFC 아시안컵에도 출전했다.

## 통계
| 일본 | 일본 | 일본 |
| 연도 | 출전 | 득점 |
| ---- | ---- | ---- |
| 2022 | 7    | 0    |
| 2023 | 6    | 1    |
| 2024 | 6    | 0    |
| 통산 | 19   | 1    |